# THE MC (アルバム)
『THE MC』（ザ・エムシー）は、Hilcrhymeが2020年9月2日にユニバーサル ミュージックから発売した9枚目のオリジナルアルバム。

## 概要
- 前作『Hilcrhyme』より1年半ぶり、通算9枚目のオリジナルアルバム。
- シングル『事実愛 Feat. 仲宗根泉』『Be ZERO』ほか、アニメ・ドラマタイアップ（後述）となった楽曲を含めた全11曲収録。
- アルバムタイトルは楽曲やライブを通し『MC TOC＝マイクを持った指揮者』として世界観を提示してきたHilcrhymeの行動の原点やアティチュードを冠して付けられている[1]。
- 初回盤DVDには『事実愛 Feat. 仲宗根泉』『Be ZERO』のミュージックビデオを収録。

## 収録曲

### CD
1. Be ZERO
(作詞：TOC / 作曲・編曲：TOC・栗原暁(Jazzin'park)・久保田真悟(Jazzin'park))
配信シングル。Netflixオリジナルアニメシリーズ『虫籠のカガステル』オープニングテーマ。
2. グランシャリオ
(作詞：TOC / 作曲・編曲：TOC・Br'z)
毎日放送系連続ドラマ『俺たちはあぶなくない ～クールにさぼる刑事たち』エンディングテーマ。
3. ヨリドコロ
(作詞：TOC / 作曲・編曲：TOC・Br'z)
テレビアニメ『ピーター・グリルと賢者の時間』エンディングテーマ。発売前の6月12日に先行配信が開始された。MVはファンから募集した「あなたの大切な方との写真」を用いて構成されており、TOCが写真を選定、映像を編集して作成した[2]。
4. Jealous
(作詞：TOC / 作曲・編曲：TOC・Br'z)
5. 二人の女
(作詞：TOC / 作曲・編曲：TOC・Br'z)
23rdシングルc/w。
6. LAZY HOLIDAY
(作詞：TOC / 作曲・編曲：TOC・Br'z)
7. 事実愛 Feat. 仲宗根泉（HY）
(作詞：TOC / 作曲・編曲：TOC・Satoru Kurihara(Jazzin'park)・Singo Kubota(Jazzin'park))
23rdシングル。日本テレビ系ドラマ『わたし旦那をシェアしてた』主題歌。
8. 邪魔
(作詞：TOC / 作曲・編曲：TOC・栗原暁(Jazzin'park)・久保田真悟(Jazzin'park))
9. 秒針
(作詞：TOC / 作曲・編曲：TOC・Br'z)
10. THE MC
(作詞・作曲：TOC）
11. By Everyone
(作詞・作曲：TOC)

### DVD
初回盤のみ
1. 事実愛 feat. 仲宗根泉（HY）(Music Video)
2. Be ZERO (Music Video)